# Allantospermum multicaule
Allantospermum multicaule là một loài thực vật có hoa trong họ Ixonanthaceae. Loài này được (Capuron) Noot. mô tả khoa học đầu tiên năm 1967.